# Борислав Џаковић
Борислав Џаковић (Мостар, 24. октобар 1947 — Београд, 28. јун 2019) био је југословенски и српски кошаркашки тренер.

## Каријера
Џаковић је рођен у Мостару, где је провео играчку каријеру наступајући за екипу мостарске Локомотиве од 1962. до 1967. године.
Тренерску каријеру је започео у КК 22. децембар из Београда, а у два наврата је предводио и КК Партизан. У свом првом мандату, током сезона 1982/83 и 1983/84. Џаковић је 1983. године проглашен за најбољег тренера сезоне у СФРЈ, да би са црно-белима у сезони 1994/95. освојио дуплу круну у СР Југославији. Након те сезоне, Џаковић је освојио још једно признање за најбољег тренера сезоне.
Осим у Партизану и КК 22. децембар, Џаковић је радио и у три наврата као тренер Слободе из Тузле, коју је два пута уводио у прву лигу велике Југославије а успео је и 1992. године да је уведе у плеј-оф бивше ЈУБА лиге што је био велики подвиг. Радио је још у Шибенки, Црвеној звезди, кипарском Енаду, бањалучком Борцу.
Први пут је Џаковић сео на клупу бањалучког Борца 1989. године и предводио је тадашњу генерацију ”црвено-плавих” у првом делу сезоне у Републичкој лиги БиХ, те тако постао први тренер ван града на Врбасу који је командовао кошаркашима Борца. У Бањалуку се вратио 20 година касније, у сезони 2009/10, када је тренирао тадашњи Борац Нектар, настао на темељима КК Нектар који је био развојни тим изворног и горе поменутог Борца.
На клупи Црвене звезде седео је у два наврата, у сезонама 1995/96, 1996/97, као и током 1998. године. Укупно 54 пута је седео на клупи београдских црвено-белих.
Такође је освојио златну медаљу са националним тимом на Балканским играма 1986. године.
Био је руководилац и тренер на међународном кошаркашком кампу „Проф. Александар Ацо Николић” на Златибору. У јануару 2014. је постављен за координатора младих селекција КК Металац из Ваљева. У јануару 2019. године, је био постављен за саветника у македонском клубу КК Охрид.

## Трофеји

### Партизан
- Првенство СР Југославије (1): 1994/95.
- Куп СР Југославије (1): 1994/95.